# Instrument Pomocy Przedakcesyjnej
Instrument Pomocy Przedakcesyjnej, IPA (ang. Instrument for Pre-accession Assistance) – wprowadzony w 2007 roku instrument finansowy będący zastępstwem unijnych programów i środków pomocowych wobec krajów kandydujących lub potencjalnych kandydatów.

## Obszary wsparcia ze strony IPA
IPA funkcjonuje na pięciu płaszczyznach, którymi są:
- pomoc w okresie przejściowym i wzmocnienie instytucji,
- współpraca transgraniczna (z państwami członkowskimi UE oraz innymi państwami objętymi działaniem IPA),
- rozwój regionalny (transport, środowisko i rozwój gospodarczy),
- zasoby ludzkie (wzmocnienie kapitału ludzkiego i walka z wykluczeniem społecznym),
- rozwój obszarów wiejskich.

## Beneficjenci
Kraje kandydujące do wstąpienia do Unii Europejskiej (Turcja i Macedonia) są uprawnione do korzystania ze wsparcia w zakresie wszystkich wymienionych wyżej dziedzin. Albania, Bośnia i Hercegowina, Czarnogóra i Serbia, w tym Kosowo, jako państwa potencjalnie aspirujące do charakteru kandydatów do członkostwa, mogą korzystać z IPA tylko w kontekście 2 pierwszych dziedzin. Środki finansowe w 3 ostatnich obszarach wsparcia udostępniane i egzekwowane są poprzez programy kilkuletnie. W latach 2007–2013 dostępne środki pomocowe były w wysokości 11,47 mld euro.